# سون فومینگ
سون فومینگ (چینی: 孙福明؛ زادهٔ ۱۴ آوریل ۱۹۷۴) جودوکار اهل چین است.
وی در مسابقات کشوری و بین‌المللی در مجموع برندهٔ ۶ مدال طلا، ۱ مدال نقره، ۲ مدال برنز شده‌است.